# Dromedarii
Il dromedarius   era una figura dell'esercito romano, il cui compito era quello di guidare le truppe ausiliarie reclutate nelle province orientali (ad esempio in Siria), durante il tardo impero romano, in sella a dromedari (dai quali deriva il nome) o a cammelli.

## Ruolo

### Comando, funzioni e qualità
Durante le conquiste nelle province orientali, i romani adoperarono camelidi, al posto dei cavalli, i quali non erano comuni e avevano tipicamente paura dei profumi di questi ultimi, e, di solito, queste unità "venivano mandate in missioni con la cavalleria e la fanteria". I camelidi, infatti, erano considerate creature esotiche e utili, conosciute per la loro capacità di muoversi nel deserto.

## Posizione
I dromedarii affiancavano le cohortes equitatae delle legioni e, come afferma Pat Southern, ad esempio, durante il III secolo, la cohors XX Palmyrenorum equitata, era composta da "32-36 dromedarii, stanziati a Dura Europos".
Southern afferma che un'unità di 1.000 dromedarii, detta ala I Ulpia dromedariorum milliaria, fu fondata da Traiano ed era stanziata in Siria. Tuttavia, non sappiamo se l'organizzazione delle unità erano simili a quelle degli equites o della fanteria, malgrado, secondo la scrittrice, i nomi di ogni dromedarius venivano registrati dopo quelli dei soldati della fanteria. Curiosamente, scrive Southern, in Egitto un dromedarius di nome Cronius Barbasatis fu incorporato in una turma, comandata dal decurione Salviano.